# Gnaphosa eskovi
Espèce
Gnaphosa eskovi est une espèce d'araignées aranéomorphes de la famille des Gnaphosidae.

## Distribution
Cette espèce est endémique du Kazakhstan. Elle se rencontre dans les monts Saur vers Zaïssan au Kazakhstan-Oriental.

## Description
La femelle holotype mesure 8,60 mm.

## Étymologie
Cette espèce est nommée en l'honneur de Kirill Eskov.

## Publication originale
- (en) Ovcharenko, V. I., Platnick, Norman I. et Song, Daxiang., « A review of the North Asian ground spiders of the genus Gnaphosa (Araneae, Gnaphosidae) », Bulletin of the American Museum of Natural History, New York, Musée américain d'histoire naturelle, vol. 212,‎ 1992, p. 1-88 (ISSN 0003-0090 et 1937-3546, OCLC 1287364, lire en ligne).